# Strongylosoma transversetaeniatum
Strongylosoma transversetaeniatum är en mångfotingart som beskrevs av Ludwig Carl Christian Koch 1867. Strongylosoma transversetaeniatum ingår i släktet Strongylosoma och familjen orangeridubbelfotingar. Inga underarter finns listade i Catalogue of Life.